# Trygve Bratteli
Trygve Martín Bratteli (Nøtterøy, 11 de enero de 1910 - Oslo, 20 de noviembre de 1984) fue un político noruego miembro del Partido Laborista. Ocupó el cargo de primer ministro de Noruega en dos periodos. Fue presidente del Consejo Nórdico en 1978.

## Carrera
Trygve Bratteli nació en Nøtterøy en 1910. Miembro del Partido Laborista Noruego. En 1956 fue nombrado ministro del Finanzas, cargo que desempeñó hasta 1960. En 1962 se desempeñó com ministro del Finanzas por 2 meses y en septiembre de 1963 fue nombrado ministro de Transportes y Comunicaciones. 
Desempeñó el cargo de primer ministro de Noruega durante dos períodos (1971 - 1972 y  1973 - 1976).
El anterior primer ministro, Borten, dimitió en 1971 a raíz de una censura por la divulgación de un informe secreto en que el primer ministro había proporcionado información confidencial sobre el país. Por ello se formó un nuevo gobierno minoritario, encabezado por Trygve Bratteli. Su gobierno, partidario del ingreso noruego a la Comunidad Económica Europea, fue derrotado en un plebiscito de 1971, en que la mayoría de los noruegos votaron en contra del ingreso.  Bratteli renunció al año siguiente, y fue sustituido por un nuevo gobierno minoritario, el del demócrata cristiano Lars Korvald.

## Obras
- Prisoner in Night and Fog

## Vida personal
Estuvo casado con Randi Bratteli. Sus hijos son Ola Bratteli (1946-2015), profesor de matemáticas,  y Marianne Bratteli, artista.
Falleció en Oslo a la edad de 74 años.